# XGP
XGP(eXtream Game Player)는 게임파크에서 개발 중인 고성능 차세대 휴대용 게임기이다. XGP 제품군은 XGP 바 타입(가칭), XGP 스위블 타입(가칭), XGP 미니, XGP 키즈(Kids) 등 4가지다.
게임파크는 2006년 5월에 열린 E3에 XGP, XGP mini, XGP Kids를 전시했다. 2006년 11월 지스타에서 GP KiDS(XGP Kids에서 명칭 변경)를 전시했다. 2007년 12월 말, 게임파크가 금전문제로 폐쇄되면서 개발이 중지되었다고 게임파크 홀딩스 관계자가 전했다. 그리고 2009년 다시 겜브로스로 부활하면서, 2009년 겜브로스사에서 부활시켜 nXGP라는 이름으로 본사에서 개별적으로 개발중이다.
XGP kids는 디자인 변경은 거의 없는 상태로, 딩키(Dinkii)라는 이름으로 개발 중에 있지만, 관계자의 말에 따르면 출시일은 아직 정해지지 않았다고 한다.

## XGP 바 타입
XGP 바 타입은 언론과 공식 홈페이지를 통해 디자인, 자세한 성능이 공개되었다. 주요 사양으로는 지상파 DMB, SD 카드 채택, 4.0인치 480x272 TFT-LCD, 와이파이와 와이브로 지원, 이를 이용한 유무선 게임 연동, 풀 3D 게임, MP3 플레이어, 동영상, TV 아웃 지원 정도이다.

## XGP 미니
XGP 미니는 여러 부가기 능을 포기하는 대신 본체의 크기를 크게 줄인 기기이다. XGP 바 타입이나 스위블 타입, GP32와는 연동되지 않는다. MP3 재생, 동영상 등을 지원하고 온라인 다운로드 방식을 채택했다.

## 사양

### XGP
- 액정: 480*272, 1.6만컬러, 4인치 TFT-LCD, 와이드 스크린(16:9)
- CPU: ARM920T 266 MHz
- 운영 체제: 업데이트된 GPOS, 리눅스, 그리고 윈도 CE 지원 예정.
- 그래픽: 초당 1.5만 폴리곤 (오픈GL ES 지원)
- 소리: 64화음 44.1 kHz, 16비트 스테레오 사운드
- 네트워크: 802.11 b/g, 와이브로
- 낸드 플래시 메모리: 64MB
- 확장: SD 카드
- 배터리: 내장 리튬 이온 배터리
- 다른 기능: TV-아웃, USB 2.0, 오픈 SDK, 지상파 DMB
- 가격: 약 30만원

### XGP 미니

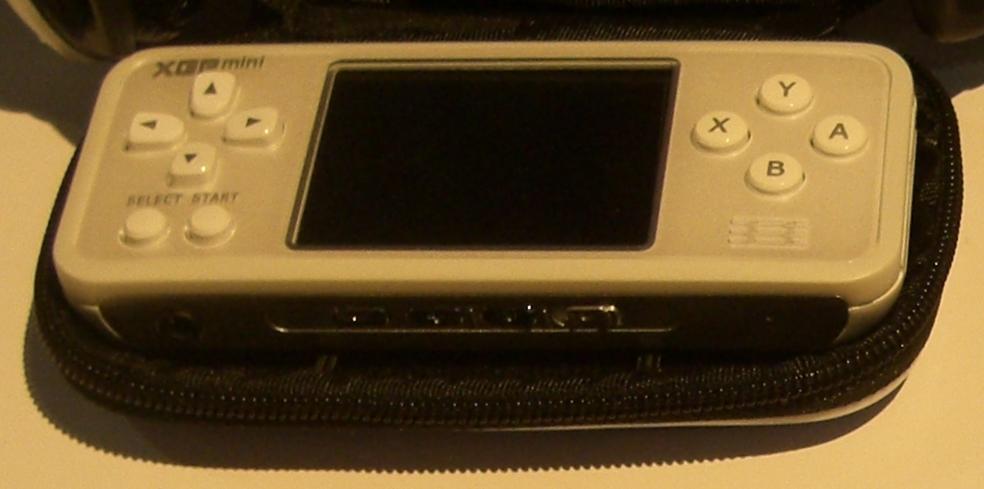

- 액정: 320*240, 2인치 TFT-LCD, 4:3
- CPU: ARM920T 266 MHz
- 운영 체제: GPOS
- 그래픽: 초당 1.5만 폴리곤 (오픈GL ES 지원)
- 소리: 64화음 44.1 kHz, 16비트 스테레오 사운드
- 낸드 플래시 메모리: 32MB DDR SDRAM
- 확장: SD 카드
- 배터리: 내장 리튬 이온 배터리
- 다른 기능: USB 2.0, 오픈 SDK
- 가격: 약 15만원

## 같이 보기
- GP32
- GP2X
- 게임파크 홀딩스
- GP2X 위즈